# Động đất Iran–Iraq 2017
Vào ngày 12 tháng 11 năm 2017 lúc 18:18 UTC (21:48 giờ chuẩn Iran, 21:18 giờ chuẩn Ả Rập), trận động đất với cường độ 7.3 xảy ra trên biên giới Iran-Iraq, ngay bên trong Iran, ở tỉnh Kermanshah, với một tâm chấn khoảng 32 km (20 dặm) về phía nam-tây nam của thành phố Halabja, Iraq Kurdistan.
Trận động đất đã được cảm nhận khắp Trung Đông trên khắp Iraq và xa nhất là Israel, bán đảo Ả Rập và Thổ Nhĩ Kỳ. Với ít nhất 445 người thiệt mạng và hơn 7.000 người bị thương, cũng như nhiều nạn nhân khác còn chưa được thống kê, đây là trận động đất mạnh nhất vào năm 2017. 

## Động đất

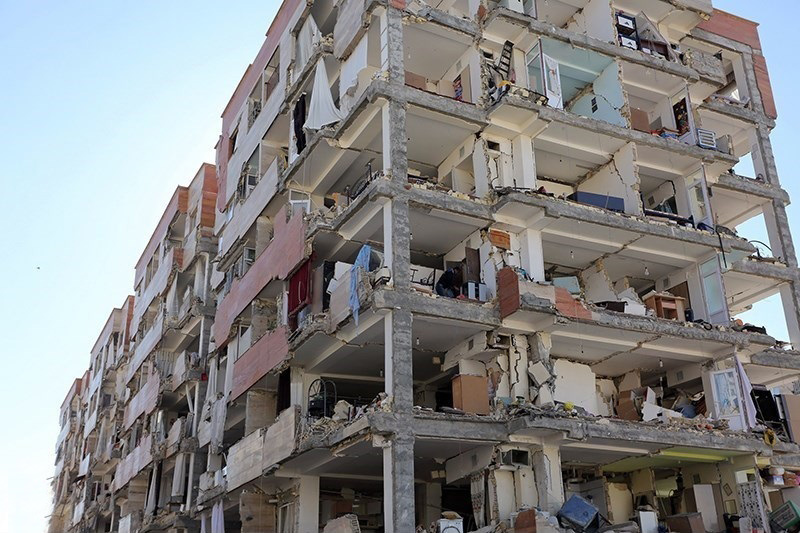
Khối nhà bị hư hỏng tại Sarpol-e Zahab, Iran.

Biểu đồ các cơn dư chấn xảy ra sau cú sốc chính 11 tháng 11.

Trận động đất xảy ra gần biên giới Iran-Iraq, cách Baghdad khoảng 220 km về phía đông bắc, gần với sự hội tụ của các khối kiến tạo Á Rập và Á-Âu. Theo Cục Khảo sát Địa chất Hoa Kỳ, trận động đất đã đo được 7,3 độ và bị gây ra bởi sự di chuyển trên một đứt gãy trên một khu vực lớn. Đây là trận động đất mạnh nhất được ghi nhận trong khu vực kể từ một sự kiện 6.1 Mw vào tháng 1 năm 1967, là một phần của một loạt các trận động đất mạnh dọc theo ranh giới biên trong những năm 1950 và 1960. Trận động đất đã xảy ra ở Thổ Nhĩ Kỳ, Israel và Các tiểu vương quốc Ả Rập Thống nhất. Trung tâm địa chấn Iran đã ghi nhận ít nhất 50 cơn dư chấn trong vòng vài giờ sau trận động đất.
Trận động đất xảy ra dọc theo đứt gãy, phá vỡ lớp vỏ trái đất, qua đó có sự di chuyển tương đối, trong đó các đá có vị trí địa tầng thấp hơn thường bị đẩy lên và trên tầng cao hơn. Lực đẩy là kết quả của các lực nén nén địa chất đè lên tầng đá. 

## Thương vong và thiệt hại ngay lập tức

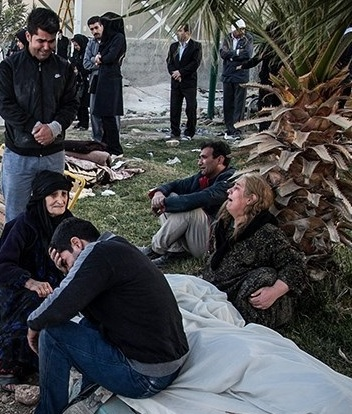
Những người ở Sarpol-e Zahab đau buồn cùng với thân các của nạn nhân.

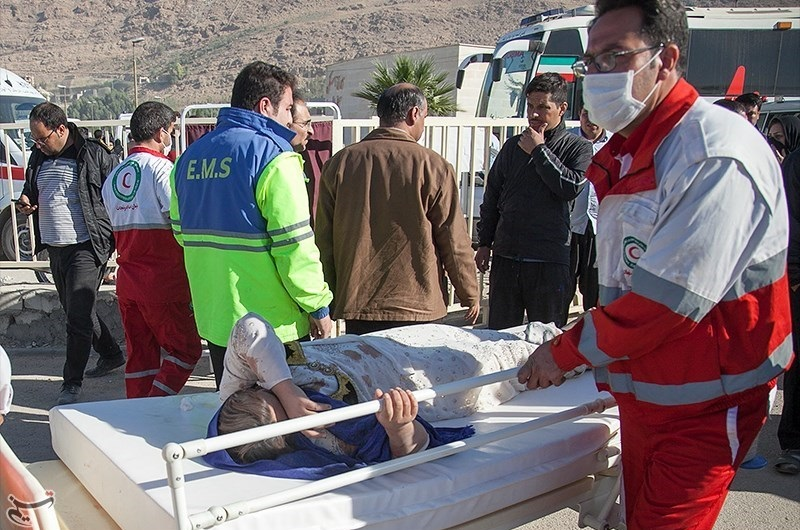
Một tường trình động đất tại Sarpol-e Zahab. Ảnh chụp bởi Farzad Menati của Hãng thông tấn Tasnim.

Halabja và Sarpol-e Zahab đã bị ảnh hưởng nặng nề nhất.
Ít nhất 445 người đã chết và hơn 7.000 người khác bị thương, trong khi tỉnh Kermanshah là vùng chịu ảnh hưởng nặng nề nhất. Thành phố Sarpol-e Zahab đã bị ảnh hưởng nặng nề, bệnh viện bị hư hỏng và ít nhất 142 người thiệt mạng, nhiều người đã sống trong những khu nhà ở xã hội do cựu tổng thống Mahmoud Ahmadinejad cho xây dựng. Theo các quan chức ở Iraq Kurdistan, ít nhất 7 người đã thiệt mạng và 500 người khác bị thương ở Iraq láng giềng. 